# Ratusz w Trzcińsku-Zdroju
Ratusz w Trzcińsku-Zdroju – zabytkowa siedziba władz miejskich w mieście Trzcińsko-Zdrój, w województwie zachodniopomorskim. Położony jest w południowej części rynku.

## Historia
Zalążkiem ratusza był Dom Kupiecki przebudowany w XIV wieku na siedzibę władz miejskich, do którego wschodniej części dobudowano halę targową. na przełomie XV i XVI wieku powiększono go przez połączenie obu części i zbudowanie nowej kondygnacji. Ratusz często ulegał zniszczeniom, dlatego często go odbudowywano. W XIX wieku ratusz został pozbawiony przybudówek. Po 1945 i w latach 90. XX wieku był poddawany remontowi i rewaloryzacji.

## Architektura
Ratusz zbudowano na rzucie prostokąta. Jest to budynek ceglany, pokryty tynkiem, posiada dwie kondygnacje. Dach budowli jest stromy, wykonany z ceramicznej dachówki. Z dawnego założenia pozostały wysokie piwnice, posiadające kolebkowe sklepienia. W niektórych pomieszczeniach zachowały się sklepienia krzyżowo-żebrowe, z kolei dawna sala sądowa jest ozdobiona sklepieniami siatkowymi z polichromią renesansową powstałą w XVI wieku. Wejście do budynku położone jest na wschodniej szczytowej ścianie i ozdobione jest gotyckim, ostrołukowym portalem. Wyróżniającym elementem jest szczyt fasady zachodniej w kształcie trójkąta, posiadający dekorację maswerkową i wieżyczki umieszczone na jego krawędziach. Dekoracja przeciwległego szczytu również jest imponująca. W jego przyziemiu zachował się najstarszy fragment ratusza.
Ratusz został wpisany do rejestru zabytków 15 maja 1956